# Microsoft SQL Server
Microsoft SQL Server er et database system fra Microsoft. Det primære forespørgelsessprog er T-SQL.
De første versioner af SQL Server blev lavet i 1989 i samarbejde med Sybase, for at Microsoft kunne komme ind på markedet for databaser til store firmaer og derved konkurrere med Oracle og IBM. Microsoft lavede SQL Server til OS/2, mens Sybase lavede en tilsvarende version til UNIX. I 1993, hvor Microsoft lancerede Microsoft SQL Server 4.21 til Windows NT, ophørte samarbejdet med Sybase.